# Huayna Cápac

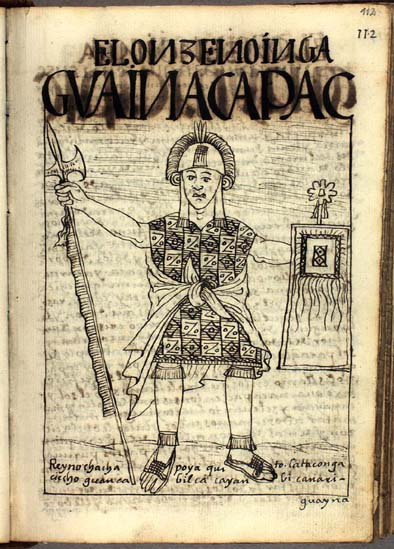
Wayna Qhapaq

Huayna Cápac bzw. in Quechua-Schreibung Wayna Qhapaq [ˈwaina ˈqʰapax] (* um 1476 in Tumipampa; † um 1527 im heutigen Ecuador) war der 11. König der Inka.

## Leben
Huayna Cápac erhielt seinen Namen, der auf Quechua „junger Herrscher“ bedeutet, weil er wohl um 1493 als sehr junger Mann mit ungefähr 17 Jahren seinem Vorgänger Túpac Yupanqui (Tupaq Yupanki, auch Thupa) auf dem Thron nachfolgte. Er war der erste Inka-Herrscher, der nicht in Cusco geboren war, und herrschte bis zu seinem Tode um 1527. Er war der Vater von Ninan Cuyochi, der sein Nachfolger werden sollte, aber noch vor Huayna Cápac selbst vermutlich an derselben ansteckenden Krankheit starb, sowie der späteren Inkas Huáscar (Waskar), Atahualpa (Atawallpa), Túpac Huallpa (Tupaq Wallpa), Manco Inca Yupanqui (Manqu Qhapaq) und Paullu Inca (Pawllu Inka).

Expansion des Inkareichs (1438–1527)

Huayna Cápac trieb die Ausdehnung des Inkareiches, die unter seinen Vorgängern begonnen und sich bereits unter seinem Vater schwerpunktmäßig in den Norden verlagert hatte, weiter fort. Er führte einige Jahre Krieg im heutigen Ecuador oder Kolumbien und baute die Stadt Quito (Kitu) zur Hauptstadt eines mit dem Inka-Reich verbundenen Herrschaftsgebiets aus, das dennoch gewisse eigenständige Züge entwickelte und reichsintern in Konkurrenz zum traditionellen Zentrum Cusco trat.

## Tod und Nachfolge
Um 1527 erkrankten Huayna Cápac und ein Großteil seiner Truppen, die sich im heutigen Ecuador aufhielten, vermutlich an den Pocken oder einer vergleichbaren Krankheit, die wohl von den Europäern auf den südamerikanischen Kontinent eingeschleppt worden war und sich auch in den von ihnen noch nicht besuchten Gebieten gewissermaßen als „Vorbote“ ihrer Ankunft ausbreitete. Noch vor Huayna Cápac selbst starb sein Lieblingssohn und Wunschnachfolger Ninan Cuyochi an der Krankheit.
Die dadurch verursachte unklare Nachfolgesituation wird als ein Anlass für die Destabilisierung des Reiches betrachtet, die letztlich zum Inkaischen Bürgerkrieg  unter seinen überlebenden Söhnen führte. Im Süden mit der Hauptstadt Cusco erhob Huáscar Anspruch auf den Thron, der den traditionellen Inkaadel vertrat und von diesem als legitimer Erbe betrachtet wurde; im Norden um die neue Hauptstadt Quito dessen Halbbruder Atahualpa, der mütterlicherseits von einem vorinkaischen Herrscher dieser Stadt abstammte und vom dortigen einheimischen Militäradel gestützt wurde. Der Bürgerkrieg erleichterte es den spanischen Konquistadoren unter Francisco Pizarro wenige Jahre später sehr, das Inkareich mit geringen Kräften schnell zu unterwerfen.